# Sonoma (góry)
Sonoma (ang. Sonoma Mountains) – łańcuch górski wchodzący w skład pasma California Coast Ranges rozciągający się z północnego zachodu na południowy wschód, w hrabstwie Sonoma, w Kalifornii. Góry mają około 22,5 km długości i rozdzielają dorzecza potoku Sonoma Creek od rzeki Petaluma i potoku Tolay Creek. Najwyższym szczytem łańcucha jest góra Sonoma – 697 m n.p.m..
W górach znajdują się parki i rezerwaty przyrody, m.in. Jack London State Historic Park, Crane Creek Regional Park i Fairfield Osborn Preserve. Można tam znaleźć wiele zagrożonych gatunków zwierząt i roślin np. Fritillaria liliacea z rodziny liliowatych, znana jako (ang.) Fragrant Fritillary.